# 稲川裕紘
稲川 裕紘（いながわ ゆうこう）こと稲川 土肥（いながわ とい、1940年 - 2005年5月29日）は、日本のヤクザ。指定暴力団・稲川会三代目会長。稲川一家総長。
稲川 千尋（いながわ ちひろ）とも名乗った。父は稲川会初代の稲川聖城。長男は三代目稲川会本部長の稲川英希（2007年3月に引退）である。

## 略歴
- 1959年（昭和34年）、横須賀一家五代目総長・石井隆匡のもとで修行に入る。
- 1974年（昭和49年）、静岡県熱海市を縄張とする山崎屋一家を継承する。
- 1980年（昭和55年）、神奈川県横浜市の縄張をも継承すると同時に、率いる組織を稲川一家に改称する。
- 1990年（平成2年）10月、稲川会三代目会長に就任する。
- 2005年（平成17年）5月、入院先の東京都内の病院で病死した。葬儀には山口組関係者や歌手の松山千春が参列した。

## 演じた俳優
- 渡哲也 - 映画『修羅の群れ』（2002年、ミュージアム。監督・辻裕之） - 役名「稲原 裕之」